# Ignisious Gaisah
Ignisious Gaisah (ur. 20 lipca 1983 w Kumasi) – lekkoatleta z Ghany, skoczek w dal. Od 12 czerwca 2013 reprezentuje Holandię, od 26 lipca 2013 może reprezentować ten kraj w międzynarodowych zawodach.
Gaisah występuje w finałach ważnych zawodów lekkoatletycznych od 2003, kiedy to na mistrzostwach świata zajął 4. miejsce skokiem na odległość 8,13 m. Na Igrzyskach Olimpijskich w 2004 w Atenach zajął 6. miejsce z wynikiem 8,24 m. W 2005 na mistrzostwach świata w Helsinkach zdobył srebrny medal, ustanawiając jednocześnie rekord kraju skokiem na odległość 8,34 m. W 2006 zdobył tytuł halowego mistrza świata, pokonując Panamczyka Saladino i Włocha Howe'a. W 2010 był siódmy podczas halowych mistrzostw świata w Katarze oraz zdobył brąz na igrzyskach Wspólnoty Narodów. W 2011 wywalczył tytuł wicemistrza igrzysk afrykańskich. Srebrny medalista mistrzostw świata (2013). Uczestnik mistrzostw Europy w Amsterdamie (2016), na których wywalczył brązowy medal. Na swoim koncie ma również zwycięstwa w innych międzynarodowych zawodach:
- Igrzyska afrykańskie (Abudża 2003)
- Światowy Finał IAAF 2004 (Monako)
- Igrzyska Wspólnoty Narodów (Melbourne 2006)
- Mistrzostwa Afryki w lekkoatletyce (Bambous 2006) (uzyskał tam 8,51 jednak przy zbyt mocnym wietrze, aby wynik uznano za oficjalny)
- Puchar Interkontynentalny (Marrakesz 2014)

## Rekordy życiowe
- skok w dal – 8,43 (2006) rekord Ghany
- skok w dal (hala) – 8,36 (2006) rekord Ghany, do 2018 rekord Afryki

Gaisah jest także rekordzistą Holandii (8,29 w 2013).